# Philonicus
Philonicus is een vliegengeslacht uit de familie van de roofvliegen (Asilidae).

## Soorten
- P. albiceps

Zandroofvlieg (Meigen, 1820)
- P. albospinosus (Bellardi, 1861)
- P. arizonensis (Williston, 1893)
- P. curtatus Oldroyd, 1964
- P. fulginosus (Bellardi, 1861)
- P. fuscatus (Hine, 1909)
- P. ghilarovi Lehr, 1988
- P. iliensis Lehr, 1970
- P. ionescui Tsacas & Weinberg, 1977
- P. limpidipennis (Hine, 1909)
- P. longulus Wulp, 1872
- P. nigrosetosus Wulp, 1881
- P. obscurus Hine, 1907
- P. persimilis (Banks, 1920)
- P. plebeius (Osten-Sacken, 1887)
- P. rufipennis Hine, 1907
- P. saxorum James, 1939
- P. scaurus (Walker, 1849)
- P. sichanensis Tsacas & Weinberg, 1977
- P. truquii (Bellardi, 1861)
- P. tuxpanganus (Bellardi, 1862)
- P. vagans (Wiedemann, 1828)